# 広島県道79号芸北大朝線
広島県道79号芸北大朝線（ひろしまけんどう79ごう げいほくおおあさせん）は、広島県山県郡北広島町を通る県道（主要地方道）である。

## 概要
広島県山県郡北広島町移原（うつのはら）と北広島町大朝を結ぶ。

### 路線データ
- 起点：山県郡北広島町移原（広島県道40号安佐豊平芸北線交点）
- 終点：山県郡北広島町大朝（国道261号交点）
- 総延長：16.7 km
- 実延長：15.346 km[1]
- 認定：1994年（平成6年）4月1日[1]

## 歴史
- 1993年（平成5年）5月11日 - 建設省から、県道川平山大朝線の一部・県道鳴滝大朝線が芸北大朝線として主要地方道に指定される[2]。
- 1994年（平成6年）4月1日 - 広島県告示第406号により認定される。
- 2005年（平成17年）2月1日 - 山県郡東 - 北部の3町（大朝・芸北・千代田各町）が対等合併して山県郡北広島町が発足したことに伴い全部分が山県郡北広島町域を通る路線になり、併せて起終点の地名が変更される。

## 地理

### 通過する自治体
- 山県郡北広島町

### 交差する道路
| 交差する道路                        | 交差する場所       | 交差する場所   |
| ----------------------------------- | ------------------ | -------------- |
| 広島県道40号安佐豊平芸北線          | 移原（うつのはら） | 起点           |
| 広島県道312号志路原大朝線           | 大朝               |                |
| 島根県道・広島県道5号浜田八重可部線 | 大朝               | わさ大橋交差点 |
| 国道261号                           | 大朝               | 終点           |

### 沿線にある施設など
- 北広島町役場 大朝支所
- 江の川
- おおあさ鳴滝露天温泉
- 鳴滝渓谷